# Katalin Kovács (cestista)
Katalin Kovács, coniugata Szántóné (Szekszárd, 1º settembre 1932), è un'ex cestista ungherese.

## Carriera
Con l'Ungheria ha disputato due edizioni dei Campionati del mondo (1957, 1959) e cinque dei Campionati europei (1954, 1960, 1962, 1964, 1966).